# 歌川国興
歌川 国興（うたがわ くにおき、生没年不詳）とは、江戸時代の浮世絵師。

## 来歴
二代目歌川豊国の門人。歌川の画姓を称し、作画期は文政から天保の頃にかけてとされている。『浮世絵編年史』と『増訂浮世絵』によれば、文政11年（1828年）建立の豊国先生瘞筆之碑に「二代目豊国社中」として「国興」の名があるが、作や経歴については不明。